# Плезант Хил (Охајо)
Плезант Хил (енгл. Pleasant Hill) град је у америчкој савезној држави Охајо.

## Демографија
По попису из 2010. године број становника је 1.200, што је 66 (5,8%) становника више него 2000. године.
| Група             | 2000.         | 2010.         |
| Белци             | 1.124 (99,1%) | 1.161 (96,8%) |
| Афроамериканци    | 0 (0,0%)      | 3 (0,3%)      |
| Азијати           | 2 (0,2%)      | 3 (0,3%)      |
| Хиспаноамериканци | 3 (0,3%)      | 23 (1,9%)     |
| Укупно            | 1.134         | 1.200         |